# Secretaría de Transportes (Argentina, 1948)
La Secretaría de Transportes de Argentina fue un organismo del Poder Ejecutivo Nacional con competencia en transporte. Estuvo activo desde su creación en 1948 hasta su sustitución por el Ministerio de Transportes en 1949.

## Historia
Como parte de una política intervencionista, el Poder Ejecutivo Nacional creó la Secretaría de Transportes en junio de 1948 como una secretaría de estado, con jerarquía de ministro, dependiente de la Presidencia de la Nación. Con su creación el Poder Ejecutivo sustituyó a la Dirección Nacional de Transportes.
Pasó a su ámbito la Administración General de los Ferrocarriles del Estado (AGFE). También, la secretaría quedó a cargo de coordinar la planificación vial con el Ministerio de Obras Públicas.
En julio de 1949, por ley n.º 13 529, se creó el Ministerio de Transportes, que reemplazó a la secretaría.